# 水冶站
水冶站是位于河南省安阳县水冶镇的一个铁路车站。经过该站的线路为安李铁路，现办理货运业务。车站隶属郑州铁路局安李支线公司，车站等级未知。